# Thinkers' Lodge
Thinkers' Lodge est une ancienne auberge située à Pugwash en Nouvelle-Écosse. Construite en XIXe siècle, elle a été achetée par le philanthrope Cyrus S. Eaton  en 1929 et agrandie selon les plans de l'architecte Andrew Cobb (en). Eaton change la mission de l'auberge en 1954 et y tient la première Pugwash Conference on Science and World Affairs en 1957. Elle a été désignée lieu historique national du Canada en 2008.

## Histoire
Thinkers' Lodge a été construit au XIXe siècle. À l'époque la maison portait le nom de Pineo Lodge. En 1929, Cyrus S. Eaton, homme d'affaires philanthrope né dans les environs de Pugwash achète Pineo Lodge ainsi que les propriétés environnante. Il fait rénover l'auberge dans le but de revitaliser le village de Pugwash, qui a connu une grave crise économique ainsi que deux incendies massifs durant les années 1920,. Il engage l'architecte Andrew Cobb (en) dans le but de rénover et d'agrandir l'auberge. Il cède ensuite l'auberge à un organisme à but non lucratif. De 1931 à 1954 elle est gérée comme auberge et l'ancienne usine de homard adjacente sert de maison de thé.
En 1955, au cours de la Guerre froide, il décide de changer la vocation de l'auberge et de l'utiliser comme lieu propice à l'éducation et à la discussion. C'est en juillet 1957 qu'il tient la première conférence Pugwash où 22 participants provenant de 10 pays des deux côtés du Rideau de fer ont une rencontre dont le but était d'encourager l'utilisation du nucléaire à des fins pacifiques plutôt que guerrières. À défaut d'être nombreux, les participants étaient prestigieux. On y retrouve le vice-président de l'Académie des sciences de l'URSS, un ancien directeur général de l'Organisation mondiale de la Santé et l'éditeur du Bulletin of the Atomic Sciences.
En 1995, Józef Rotblat et le mouvement Pugwash obtiennent le prix Nobel de la paix. Quant à l'auberge, elle a été désignée lieu historique national du Canada le 26 août 2008 par la Commission des lieux et monuments historiques du Canada.